# 1859年の太陽嵐

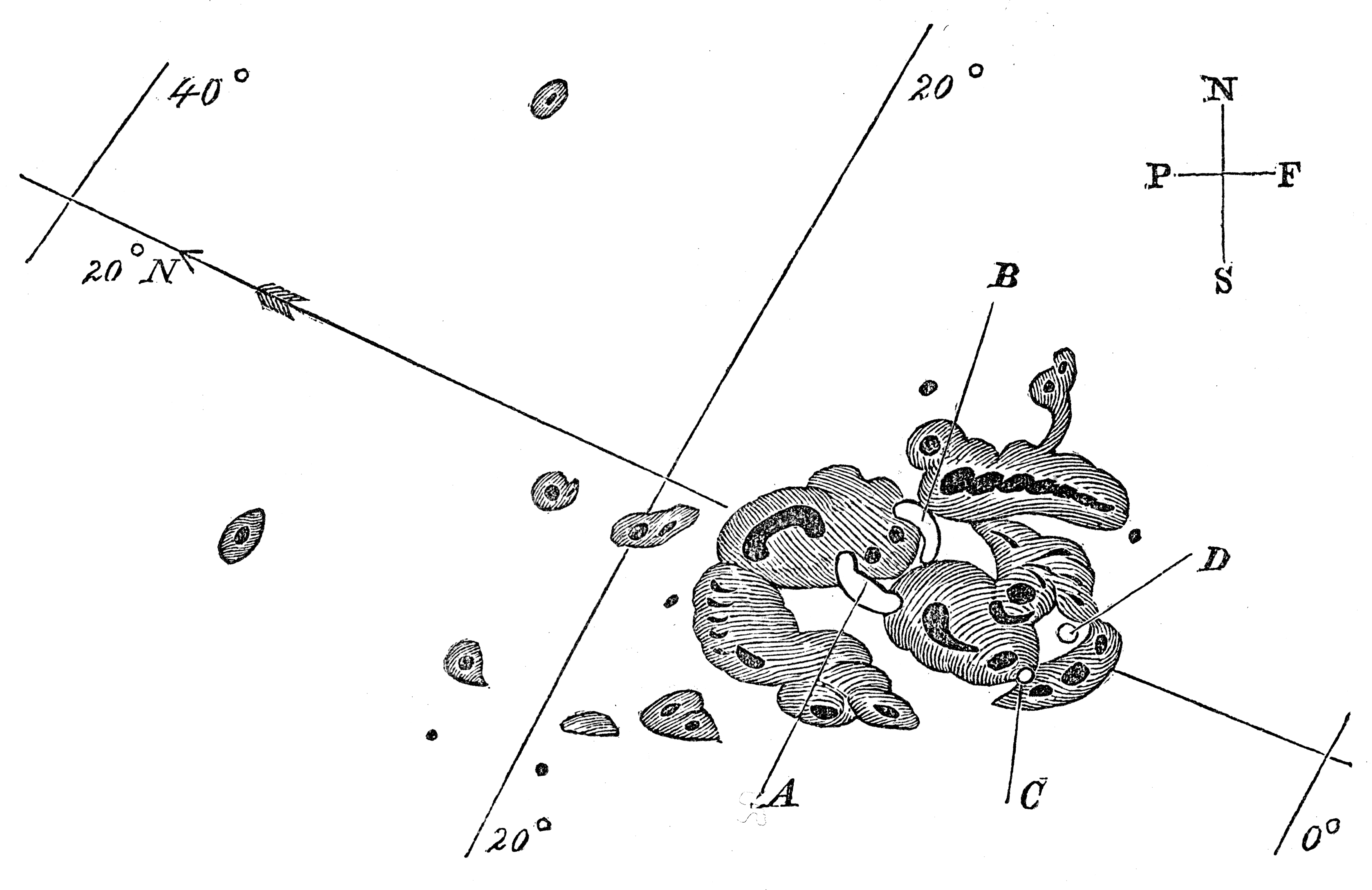
リチャード・キャリントンが描いた1859年9月1日の太陽黒点。AとBは当初強い明るい光が見えた場所で、消失する前の5分間にCとDの位置まで移動した。

1859年の太陽嵐（1859ねんのたいようあらし、Solar storm of 1859)は、第10太陽活動周期の期間中の1859年に起こった強力な太陽嵐である。英語では1859 Solar SuperstormやCarrington Event（キャリントン・イベント）とも表記される。リチャード・キャリントンによって、現在、記録に残る中で最も大きな太陽フレアが観測された。

## 太陽黒点
1859年8月28日から9月2日まで太陽表面上に多数の太陽黒点や太陽フレアが観測されたが、9月1日の正午前イギリスの天文学者リチャード・キャリントンは最大の太陽フレアを観測した。このフレアでは大規模なコロナ質量放出があり、17時間で地球に直接降り注いだ。このような太陽から地球への粒子の到達には通常3日間から4日間を要するので、異常に速いものだった。これは、1度目のコロナ質量放出で太陽風プラズマの通り道が一掃されたため、2度目のコロナ質量放出の速度が速くなったことによると考えられる。

## キャリントンのスーパーフレア
1859年9月1日、キャリントンと別のイギリス人アマチュア天文学者であるリチャード・ホジソンは、それぞれ独立に太陽フレアを最初に観測した。ほぼ同時刻にバルフォー・スチュワートによってキュー天文台の磁気センサにデリンジャー現象の発生が記録されていたこと、翌日以降に磁気嵐が観測されたことから、キャリントンは太陽が原因ではないかと疑った。1859年に報告された世界中の磁気嵐の発生はエリアス・ルーミスによってまとめられ、キャリントンとスチュワートによる観測に大いに役立った。

## 磁気嵐
1859年9月1日から2日にかけて、記録上最大の磁気嵐が発生した。ハワイやカリブ海沿岸等世界中でオーロラが観測され、ロッキー山脈では、明るさのために、鉱山夫が朝と勘違いして起きて朝食の支度を始めてしまうほどであった。アメリカ北東部でたまたま起きた人は、オーロラの明かりで新聞を読むことができた。
ヨーロッパおよび北アメリカ全土の電報システムは停止した。電信用の鉄塔は火花を発し、電報用紙は自然発火した。電源が遮断されているのに送信や受信が可能であった電報システムもあった。

## ニュース
1859年9月3日、アメリカ合衆国メリーランド州ボルティモアの新聞であるボルティモア・アメリカン&コマーシャルペーパーアドバタイザー（Baltimore American and Commercial Advertiser）は、次のように報じた。
木曜の夜遅く、たまたま外に出た人は、再びオーロラを目撃する機会に恵まれた。このオーロラは日曜日夜に見られたものと似ていたが、その光はより明るく色相はより変化に富んで豪華だった。光は明るい雲のように空全体を覆い尽くしていたが、光度の大きい恒星は不明瞭に輝いていた。オーロラの明るさは満月よりも明るかったが、何ともいえず柔らかく、全ての物を包み込む繊細さがあった。12時から1時の間に明るさは最大となり、街の静かな通りはこの奇妙な光に包まれ、奇観を呈する美しさがあった。

## 類似ケース
氷床コア中に含まれる硝酸塩濃度の分析により、直接の観測結果のない過去の大規模な太陽嵐等の発生状況を調査することができる。これは高エネルギー線によって大気上層部に窒素酸化が起きることを利用している。グリーンランドの氷床コアのデータがKenneth G. McCrackenらによって集められ、この規模（地磁気の影響の大きさではなく高エネルギー陽子の放出によって評価される）の太陽嵐がほぼ500年ごとに起こっており、少なくともこの5分の1の規模の太陽嵐が1世紀に何度かずつ起こっている証拠が得られた。1921年と1960年にも小規模な太陽嵐が発生し世界中で電波障害が発生したことが報告されている。